# 特里加納航空
特里加納航空是一家總部設在印尼雅加達的航空公司。

## 機隊
至2013年12月，特里加納航空的機隊如下：

## 事故
- 特里加納航空267號班機

## 外部連結
- 官方網站